# Viera Podhányiová
Viera Podhányiová (* 19. September 1960 in Zlaté Moravce), verheiratete Viera Jakabová, ist eine ehemalige slowakische Hockeyspielerin. Sie nahm für die Tschechoslowakei 1980 an den Olympischen Spielen teil und gewann dort die Silbermedaille.

## Karriere
Viera Podhányiová, welche zu dieser Zeit für TJ Calex Moravce aus ihrer Heimatstadt Zlaté Moravce, wurde vom Československý olympijský výbor für die Olympische Sommerspiele 1980 in Moskau nominiert, wo es zur olympischen Premiere vom Hockey der Damen kam. Mit der tschechoslowakischen Mannschaft konnte sie dabei nach drei Siegen, einem Unentschieden und einer Niederlage in der Endabrechnung den zweiten Platz hinter der Mannschaft von Simbabwe belegen und die Silbermedaille gewinnen.